# 프로젝트 선루프
프로젝트 선루프(Project Sunroof)는 구글 엔지니어 칼 엘킨(Carl Elkin)이 시작한 태양광 발전 이니셔티브이다. 이니셔티브의 명시된 목적은 "한 번에 한 루프(roof)씩 행성의 태양 잠재력을 매핑하는 것"이다.

## 방법
프로젝트 선루프는 주로 태양열 패널의 구매 및 설치를 용이하게 하는 일련의 도구를 제공하여 태양 에너지의 민간 채택을 장려하기 위해 노력한다. 프로젝트 선루프 웹 사이트는 구글 지도의 고해상도 3D 이미지 데이터를 사용하여 인근 구조물과 나무의 그림자를 계산하고 과거 날씨 및 온도 패턴을 고려하여 사용자가 태양열을 사용하여 연간 절약할 수 있는 비용을 계산한다. 또한 프로젝트 선루프 웹사이트에서는 해당 지역에 태양광 패널을 설치할 수 있는 지역 태양광 발전 소매업체 목록도 제공한다.